# 12244 Верфель
12244 Верфель (12244 Werfel) — астероїд головного поясу, відкритий 8 вересня 1988 року.
Тіссеранів параметр щодо Юпітера — 3,203.
Названо на честь Франца Верфеля (нім. Franz Werfel, 1890 — 1945) — австрійсько-чеського романіста, сценариста та поета.